# Birmańskie dni
Birmańskie dni (tytuł oryginału: Burmese Days) – powieść angielskiego dziennikarza i pisarza George’a Orwella opublikowana Stanach Zjednoczonych w 1934 roku. Opowiada ona historię Johna Flory’ego, brytyjskiego kolonizatora zamieszkującego wraz z grupą Brytyjczyków w Birmie. Używając egzotycznego języka Orwell kreśli portret zadufanych w sobie Brytyjczyków, konformistów nieczułych na krzywdy miejscowych.
Do książki dołączony jest słowniczek objaśniający znaczenie wielu indyjskich i birmańskich słów, których Orwell używa w powieści.
Powieść została w Polsce wydana trzy razy: w 1997 roku w tłumaczeniu Zofii Zinserling, wznowione przez Wydawnictwo Muza w 2014 oraz nowe tłumaczenie w 2022 roku autorstwa Pawła Lipszyca.
Przygotowywana jest filmowa adaptacja powieści. Ralph Fiennes rozważany jest zarówno jako odtwórca głównej roli, jak i reżyser filmu.